# Сету
Сету (сет. setokõsõq, setoq; ест. setukesed, setud; рус. сету) малобројна су етничка група из породице угрофинских народа. Углавном насељавају подручја на југоистоку Естоније (окрузи Пилва и Виру) и крајњем западу Псковске области (Печорски рејон) Русије. Та територија се означава као историјска област Сетума. Према статистичким подацима из 2010. на свету данас живи око 15.000 припадника ове етничке заједнице, највише у Естонији — око 10.000 — те у Печорском рејону Русије, где је регистровано 187 припадника. У Русији имају званичан статус националне мањине на подручју Псковске области, док се у Естонији сматрају једном од етничких група Естонаца.
Сету говоре сетским дијалектом јужноестонског језика који припада финској групи уралских језика. За разлику од Естонаца, Сети су по вероисповести православци, а доста су раширена и традиционална веровања.